# Jean-René Bolloré
Pour les articles homonymes, voir Bolloré (homonymie).
Jean-René Bolloré (né le 31 mai 1818 à Douarnenez et mort le 19 mai 1881), est un médecin militaire, entrepreneur et auteur français. Il est l'inventeur du papier mince qui sert à fabriquer le papier à cigarettes, et fonde l'une des dynasties françaises d'entrepreneurs les plus importantes, la famille Bolloré.

## Biographie
Jean-René Bolloré est issu d'une famille de marins, fils de René-Corentin Bolloré et de Marie-Nicolase Belbéoc'h,,. Orphelin de mère dès 1818, puis de père en 1838, il entre à l'école de médecine navale de Brest, puis devient chirurgien major dans la Marine nationale de 1839 à 1846. Il voyage alors en Méditerranée, au Brésil, puis en Chine, rédigeant un journal de bord intitulé « Voyage en Chine et autres lieux ». En 1850, il soutient une thèse de docteur en médecine à Paris.
Marié à sa cousine Eliza Bolloré dès 1847, fille de Marie-Perrine Le Marié, il devient le neveu par alliance de Nicolas Le Marié,, le fondateur de la papeterie d'Odet à Ergué-Gabéric (Finistère). 
À la suite d'une attaque cérébrale de son oncle Nicolas due à une chute en 1861, il devient directeur de l'usine qu'il dirige jusqu'à sa mort en 1881.
Il est élu conseiller général du Finistère (canton de Quimper) en 1871.
À sa mort, l'entreprise familiale est dirigée par son fils René-Guillaume Bolloré (1847-1904).

## Publications
- De la métrorrhagie après les accouchements, Faculté de médecine de Paris, Paris, Rignoux, 1850
- Voyages en Chine et autres lieux, 23 janvier 1839 - 13 mai 1846, Quimper, SFHA, 1979 (préface de Gwenn-Aël Bolloré)